# Bartek învingătorul
Bartek învingătorul este o nuvelă scrisă de Henryk Sienkiewicz și publicată în 1882.